# Мухаггир, Мирза Алекпер
Мирза Алекпер Мухаггир (азерб. Mirzə Ələkbər Mühəqqir; 1867, Ленкорань, Ленкоранский уезд, Бакинская губерния, Российская империя — 1911, Ленкорань, Ленкоранский уезд, Бакинская губерния, Российская империя) — азербайджанский поэт XIX века, участник общества «Фёвджул-фюсаха».

## Биография
Мирза Алекпер Мухаггир родился в Ленкорани в 1867 году. Он работал разнорабочим в порту города, шахтером и чайным фермером в квартале Кичик Базар. Мухаггир умер в Ленкорани в 1911 году.

## Творчество
Мирза Алекпер Мухаггир писал в основном в классическом стиле, большинство его произведений было утеряно. Он так же был участником литературного общества «Фёвджул-фюсаха». Сохранилось два стихотворения поэта. Один из них:
Да будет влюблённый верным своей любви,
Да будет открытая любовь владыкой печали.
Оригинальный текст (азерб.)Aşiq olan eşqində sabitqədəm olsun,

Meydani-məhəbbət o sahib-ələm olsun.
Другая же газель «Pul» («Деньги») написана с редифом под влиянием Мирзы Исмаила Гасира.